# William Hirsch
William Hirsch (geb. 1857 oder 1858; gest. 14. Februar 1937 in New York City) war ein US-amerikanischer Psychiater und Neurologe jüdischer Herkunft in New York, der als Verfasser religionskritischer Schriften hervorgetreten ist.

## Leben und Werk
Über sein Leben ist relativ wenig bekannt. Der promovierte Psychiater Hirsch, der beruflich in New Yorker Krankenhäusern tätig war, ist als Verfasser verschiedener Werke zu psychischen Phänomenen hervorgetreten, wobei er Religionen wie dem Judentum und Christentum und ihren Bekennern gegenüber sehr kritisch eingestellt war und er freimütig verschiedene psychiatrische Beurteilungen ihrer Stifter unternahm, beispielsweise von Moses oder Jesus von Nazareth. Die Patriarchen und Propheten des Alten Testaments betrachtete er ebenso wie Jesus und Paulus als Paranoiker. Seine Studien sind im Zusammenhang zu sehen mit der Mode seiner Zeit bzw. den Auseinandersetzungen zwischen Religion und Psychiatrie.

Bei dem beispielsweise von Hirsch als Paranoiker angesehenen Jesus kam der bekannte „Urwalddoktor“ Albert Schweitzer, der dieses Thema in seiner medizinischen Doktorarbeit Die psychiatrische Beurteilung Jesu: Darstellung und Kritik (1913) behandelte, als Theologe zu etwas anderen Schlüssen. Schweitzer schreibt in seiner Broschüre Selbstdarstellung unter Bezugnahme auf William Hirsch und andere sich mit der psychischen Gesundheit von Jesus von Nazaret beschäftigende Autoren: 

„Als Doktorarbeit wählte ich die Darstellung und Kritik der von medizinischer Seite — De Loosten, William Hirsch, Binet-Sanglé — veröffentlichten Pathographien über Jesus. In meinen Studien über das Leben Jesu hatte ich erwiesen, dass Jesus in der phantastischen Ideenwelt spätjüdischer messianischer Erwartungen lebte. Man hatte mir vorgeworfen, dass ich ihn damit zu einer von Wahnideen besessenen Persönlichkeit mache. Nun lag mir ob, vom medizinischen Standpunkt aus zu entscheiden, ob Jesu Messianitätsgeheimnis etwas mit Wahnideen zu tun hätte.“

Mit Max Nordaus Zivilisationskritik in dessen Schrift Entartung (1892/1893) beispielsweise ging William Hirsch – wie viele andere von Nordaus Zeitgenossen auch – in seiner Schrift Genie und Entartung (1894) hart ins Gericht und konstatierte: „Allein so komisch und zum Teil belustigend seine psychiatrischen Ausführungen auch auf den Fachmann wirken mögen, so hat die Sache doch auch ihre ernste Seite, besonders da sein Buch für Laien geschrieben ist, und dort ein derartiger Dilettantismus recht verhängnisvolle Folgen hervorzurufen imstande ist“.
In seinen Betrachtungen über die Jungfrau von Orleans vom Standpunkte der Irrenheilkunde hat Hirsch aus den Originalquellen, vor allem aus den in Paris im  Original erhaltenen und von Jules Quicherat veröffentlichten Akten der beiden Prozesse Jeanne d’Arcs geschöpft.
William Hirschs umfangreiche Schrift Religion und Civilisation vom Standpunkt des Psychiaters (1910) – die als sein Hauptwerk betrachtet werden kann – ist in dem von dem antisemitistischen Schriftsteller Waldemar Bonsels (mit)gegründeten Verlag E. W. Bonsels und Co. in München erschienen, sie wurde kurze Zeit später (1912) auch ins Englische übersetzt. Im rechten „Faksimile-Verlag Bremen“ erschien ein Nachdruck (1980) in zwei Bänden, im Lühe-Verlag ein Auszug daraus.
In rechtsextremen und geschichtsrevisionistischen Kreisen, insbesondere aus dem Kreis der Ludendorff-Bewegung, wird aus Hirschs Arbeit gern plakativ als ‚jüdische Meinung‘ zitiert.
Dem Nachruf der New York Times zufolge starb der im Ruhestand befindliche Psychiater Dr. William Hirsch, der „im Personal der hiesigen Krankenhäuser tätig war“, nach kurzer Krankheit im Alter von 79 Jahren.

## Schriften (Auswahl)
- Religion und Civilisation vom Standpunkt des Psychiaters. E. W. Bonsels und Co., München 1910 (Nachdruck Faksimile-Verlag Bremen 1980)
  - Religion and Civilization: The Conclusions of a Psychiatrist. New York 1912 (Digitalisat)
- Die menschliche Verantwortlichkeit und die moderne Suggestionslehre. Karger,  Berlin 1896
- Was ist Suggestion und Hypnotismus? Karger, Berlin 1896
- Betrachtungen über die Jungfrau von Orleans vom Standpunkte der Irrenheilkunde. Berlin, Oscar Coblentz, 1895
- Genie und Entartung. Eine psychologische Studie. Mit einem Vorwort von Prof. Dr. E. Mendel. Verlag von Oscar Coblentz, Berlin und Leipzig 1894 (Digitalisat)
  - Genius and Degenration. A Psychological Study. D. Appleton & Co. 1896 (Review* von H. H. Donaldson)